# Wapen van het dijkgraafschap Drechterland

Het wapen van het ambacht Drechterland

Het wapen van het ambacht Drechterland werd op 10 november 1819 officieel aan het ambacht Drechterland toegekend door de Hoge Raad van Adel. Het wapen was in die vorm als zeker sinds de 18e eeuw in gebruik. In 1973 ging het dijkgraafschap op in het Hoogheemraadschap Westfriesland, waardoor het wapen vanaf dat jaar in onbruik is geraakt.
In het wapen zijn de wapens van Hoorn en Enkhuizen geplaatst; dit waren de twee belangrijkste plaatsen binnen het ambacht.

## Blazoen
De officiële beschrijving van het wapen luidt als volgt:
Een, door middel van een gouden linkerschuinbalk, geschuind schild van zilver en blauw; het bovenste beladen met een hoorn van rood, gesnoerd van blauw en beslagen van goud; het onderste beladen met drie zwemmende haringen van zilver, met elk boven den kop een gouden kroontje en boven den rug een gouden ster; de schuinbalk beladen met vier klaverbladen van groen, geplaatst in de richting van den balk.
Het wapen wordt door een gouden schuinbalk in tweeën gedeeld. Deze balk loopt van rechtsonder naar linksboven, voor de kijker linksonder naar rechtsboven.  Het bovenste deel, voor de kijker linksboven, toont het wapen van Hoorn in de vorm van een hoorn als muziekinstrument. Deze hoorn is rood van kleur met een blauw lint. Het beslag op het instrument is goud van kleur. 
Het onderste deel van het schild is beladen met het wapen van Enkhuizen: drie zilveren haringen. Elke haring heeft boven de kop een gouden kroon en boven de rugvin een gouden ster. Het officiële wapen van Enkhuizen heeft achter de koppen nog rode kieuwen, de vissen zijn officieel namelijk gekaakt.
In de schuinbalk zijn vier groene klaverbladen geplaatst, de steel van het blad wijst naar de onderen.